# Medaillenspiegel der Olympischen Winterspiele 1992
Diese Tabelle zeigt den Medaillenspiegel der Olympischen Winterspiele 1992 in Albertville. Die Platzierungen sind nach der Anzahl der gewonnenen Goldmedaillen sortiert, gefolgt von der Anzahl der Silber- und Bronzemedaillen. Weisen zwei oder mehr Länder eine identische Medaillenbilanz auf, werden sie alphabetisch geordnet auf dem gleichen Rang geführt. Dies entspricht dem System, das vom IOC verwendet wird.
Im Riesenslalom der Frauen wurden zwei Silber- und keine Bronzemedaille vergeben.

## Medaillenspiegel
| Platz | Mannschaft                | Gold | Silber | Bronze | Gesamt |
| ----- | ------------------------- | ---- | ------ | ------ | ------ |
| 01    | Deutschland (GER)         | 10   | 10     | 6      | 26     |
| 02    | Vereintes Team (EUN)      | 9    | 6      | 8      | 23     |
| 03    | Norwegen (NOR)            | 9    | 6      | 5      | 20     |
| 04    | Österreich (AUT)          | 6    | 7      | 8      | 21     |
| 05    | Vereinigte Staaten (USA)  | 5    | 4      | 2      | 11     |
| 06    | Italien (ITA)             | 4    | 6      | 4      | 14     |
| 07    | Frankreich (FRA)          | 3    | 5      | 1      | 9      |
| 08    | Finnland (FIN)            | 3    | 1      | 3      | 7      |
| 09    | Kanada (CAN)              | 2    | 3      | 2      | 7      |
| 10    | Südkorea (KOR)            | 2    | 1      | 1      | 4      |
| 11    | Japan (JPN)               | 1    | 2      | 4      | 7      |
| 12    | Niederlande (NED)         | 1    | 1      | 2      | 4      |
| 13    | Schweden (SWE)            | 1    | —      | 3      | 4      |
| 14    | Schweiz (CHE)             | 1    | —      | 2      | 3      |
| 15    | Volksrepublik China (CHN) | —    | 3      | —      | 3      |
| 16    | Luxemburg (LUX)           | —    | 2      | —      | 2      |
| 17    | Neuseeland (NZL)          | —    | 1      | —      | 1      |
| 18    | Tschechoslowakei (TCH)    | —    | —      | 3      | 3      |
| 19    | Nordkorea (PRK)           | —    | —      | 1      | 1      |
| 0     | Spanien (ESP)             | —    | —      | 1      | 1      |
|       | Gesamt                    | 57   | 58     | 56     | 171    |

## Medaillenspiegel Demonstrationswettbewerbe*
| Platz | Mannschaft               | Gold | Silber | Bronze | Gesamt |
| ----- | ------------------------ | ---- | ------ | ------ | ------ |
| 01    | Schweiz (SUI)            | 3    | —      | 1      | 4      |
| 02    | Frankreich (FRA)         | 2    | 2      | 1      | 5      |
| 03    | Kanada (CAN)             | 1    | 1      | 1      | 3      |
| 04    | Deutschland (GER)        | 1    | —      | 1      | 2      |
| 05    | Finnland (FIN)           | 1    | —      | —      | 1      |
| 06    | Norwegen (NOR)           | —    | 4      | —      | 4      |
| 07    | Schweden (SWE)           | —    | 1      | —      | 1      |
| 08    | Vereinigte Staaten (USA) | —    | —      | 4      | 4      |
|       | Gesamt                   | 8    | 8      | 8      | 24     |

* Zu den Demonstrationswettbewerben gehörten Curling (2), Geschwindigkeitsskifahren (2) und Freestyle-Skiing (4).